# Tobías Cervera
Tobias Al-Qadi (en árabe: توبياس القاضي‎; Mar del Plata, 6 de agosto de 2002), conocido como Tobías Cervera, es un futbolista argentino-sirio. Juega como delantero en el Rosario Central de la Primera División de Argentina. Es internacional absoluto con Siria.

## Trayectoria
Cervera pasó por las inferiores de Club atlético Quilmes(mar del plata) y Ferrocarril Oeste para luego terminar su formación desde los 16 en Aldosivi. Debutó en el primer equipo de Aldosivi el 26 de junio de 2022 ante Racing.

### Rosario Central
Tras varias semanas de negociaciones en el mercado de pases de invierno de 2023, Tobías fue presentado oficialmente en Rosario Central a través de las redes sociales del club. El "canalla" adquirió el 50% del pase del jugador por una suma aproximada de 1.000.000 de dólares, pagada al Club Atlético Aldosivi. Cervera firmó su contrato hasta diciembre del año 2026.
Su partido debut en Central fue el día 15 de septiembre de 2023, en la derrota por 2 a 1 frente a Colon por la fecha 5 de la Copa de la Liga, ingresando en el segundo tiempo por Octavio Bianchi. En la fecha siguiente, Tobías marcó su primer gol con la camiseta auriazul en la derrota por 2 a 1 frente a Gimnasia y Esgrima (LP). El siguiente 16 de diciembre, Central se coronó campeón de la Copa de la Liga tras vencer por 1 a 0 a Platense en el Estadio Madre de Ciudades, y además, semanas antes, haber conseguido la clasificación a la Copa Libertadores 2024.También, el equipo salió subcampeón del Trofeo de Campeones 2023 tras caer por 2 a 0 frente a River Plate, también en el Madre de Ciudades.

## Carrera internacional
El abuelo materno de Cervera era sirio. En mayo de 2024, Cervera y otros dos jugadores nacidos en Argentina fueron convocados por el seleccionador argentino Héctor Cúper para la selección nacional de fútbol de Siria, de cara a los partidos de clasificación para la Copa Mundial de la FIFA 2026 contra Corea del Norte y Japón. En su debut, el 11 de junio en este último partido en Hiroshima, fue titular en una derrota por 5-0 que supuso la eliminación de su equipo.

## Estadísticas
Actualizado al 7 de abril del 2025.
| Club | Div.          | Temporada     | Liga  | Liga  | Copas nacionales (1) | Copas nacionales (1) | Copas internacionales (2) | Copas internacionales (2) | Total | Total |
| Club | Div.          | Temporada     | Part. | Goles | Part.                | Goles                | Part.                     | Goles                     | Part. | Goles |
| --- | ------------- | ------------- | ----- | ----- | -------------------- | -------------------- | ------------------------- | ------------------------- | ----- | ----- |
| Aldosivi Argentina                                                                                            | 1.ª           | 2022          | 10    | 0     | 1                    | 0                    | —                         | —                         | 11    | 0     |
| Aldosivi Argentina                                                                                            | 2.ª           | 2023          | 22    | 9     | 1                    | 0                    | —                         | —                         | 23    | 9     |
| Aldosivi Argentina                                                                                            | Total club    | Total club    | 32    | 9     | 2                    | 0                    | 0                         | 0                         | 34    | 9     |
| Rosario Central Argentina                                                                                     | 1.ª           | 2023          | —     | —     | 10                   | 2                    | —                         | —                         | 10    | 2     |
| Rosario Central Argentina                                                                                     | 1.ª           | 2024          | 1     | 0     | 13                   | 2                    | 5                         | 0                         | 19    | 2     |
| Rosario Central Argentina                                                                                     | Total club    | Total club    | 1     | 0     | 23                   | 4                    | 5                         | 0                         | 29    | 4     |
| Platense Argentina                                                                                            | 1.ª           | 2024          | 5     | 0     | —                    | —                    | —                         | —                         | 5     | 0     |
| Platense Argentina                                                                                            | 1.ª           | 2025          | 3     | 0     | 0                    | 0                    | —                         | —                         | 3     | 0     |
| Platense Argentina                                                                                            | Total club    | Total club    | 8     | 0     | 0                    | 0                    | —                         | —                         | 8     | 0     |
| Total carrera                                                                                                 | Total carrera | Total carrera | 41    | 9     | 25                   | 4                    | 5                         | 0                         | 71    | 13    |
| (1) Incluye Copa Argentina, Copa de la Liga Profesional y Trofeo de Campeones. (2) Incluye Copa Libertadores. |               |               |       |       |                      |                      |                           |                           |       |       |

## Palmarés

### Títulos nacionales
| Título           | Equipo                | País      | Año    |
| ---------------- | --------------------- | --------- | ------ |
| Copa de la Liga  | C. A. Rosario Central | Argentina | 2023   |
| Primera División | C. A. Platense        | Argentina | A-2025 |